# Alfred Kremer
Alfred Kremer (* 17. Dezember 1895 in Regensburg; † 6. März 1965 in Weilheim in Oberbayern) war ein deutscher Maler. Er schuf in der jahrzehntelangen ersten Schaffensphase vor allem Arbeiten in Öl auf Leinwand; er war besonders stark in der Aktmalerei, die seine Faszination für die Schönheit des Menschen zeigt. In den letzten drei Schaffensjahren, aufs Krankenlager gezwungen, waren es Schwarz-Weiß-Arbeiten in kleinem Format, in denen er inneres Erleben und öffentliche Ereignisse – die Verletzung des Lebens traf ihn immer ins Herz – verarbeitete. Diese „Gestalt-Zeichen“, wie er sie selbst nannte, geben ihn wiederum als Ästheten zu erkennen.
Nach dem Ende des Ersten Weltkrieges, dessen erschütternde Erlebnisse als Soldat ihn zeitlebens zeichneten, studierte er in München Malerei. Im Anschluss studierte er an der Berliner Deutschen Hochschule für Leibesübungen und wurde Sportlehrer. 1930 bis 1940 war er Chefreporter des bayerischen Rundfunksenders München für Sport, 1936 Olympiareporter in Garmisch-Partenkirchen und Berlin.
In der Zeit des Nationalsozialismus war Kremer Mitglied der Reichskammer der bildenden Künste. Für diese Zeit ist seine Teilnahme an dreizehn Gruppenausstellungen sicher belegt.
Im Zweiten Weltkrieg wurde er nochmals wehrdienstverpflichtet. Nach dem Krieg arbeitete er als freischaffender Künstler in München und Weilheim. Von 1949 bis 1961 war er Mitglied der Neuen Münchner Künstlergenossenschaft. Jährliche Aufenthalte in Venedig und wiederkehrende Besuche in Paris, Bologna u. a. verbanden ihn mit der Kunstwelt europäischer Großstädte.